# Magyarország globális története (könyv)
A Magyarország globális története a Corvina Könyvkiadónál 2022-2023-ban két kötetben megjelent, a széles olvasóközönség számára készült szakkönyv. Szándéka szerint nagyszabású kísérlet, amely új módon tekinti át Magyarország történelmét.

## A kétkötetes könyvről
A két kötet „fordított” sorrendben jelent meg: 
- elsőként, 2022-ben a Magyarország globális története 1869–2022 című kötet, szerkesztette Laczó Ferenc és Varga Bálint;
- másodikként, 2023-ban a Magyarország globális története a kezdetektől 1868-ig című kötet, szerkesztette Laczó Ferenc, Vadas András és Varga Bálint.

A kétkötetes mű összesen 159 szerző munkája, akik között számos történész mellett jócskán előfordulnak más tudományágak, a geológia, a régészet, a nyelvészet, az irodalomtudomány, a könyv- és művészettörténet  képviselői is. A könyv összesen 1050 oldalon 82-82 szerző tollából száz, illetve a 2023. évi kötet százhárom „minitanulmányt” tartalmaz.

### Szemléletmódja
A kötetek Bevezetője szerint a szerkesztők könyvüket nagyszabású kísérletnek tekintik Magyarország történetének újragondolására. Úgy vélik, a korábbi történészeket jellemzően inkább az foglalkoztatta, „hogy az elképzelt nemzeti közösség múltját milyen belső dinamikák alakították.” E könyv alkotói a témákat transznacionális szemléletmóddal tárgyalják, az országhatárok történelmi jelentőségét relativizálni kívánják. „[Mi] az ország történetét következetesen összekötjük nemzetközi folyamatokkal, és a helyi kulcsfejleményeket tágabb keretekbe ágyazzuk… Arra keresünk összetett választ, hogy Magyarország az évszázadok során milyen módokon volt része a világnak… Könyvünkkel a nemzeti elbeszéléseket eközben nem elvetni, hanem érdemben kiegészíteni és egyúttal újragondolni szeretnénk…” 
A szerkesztők e könyvvel kapcsolódnak az országtörténeteket globális perspektívából újragondoló kutatásokhoz. Mintájuk a 2017 óta megjelent néhány hasonló szemléletű és felépítésű külföldi könyv volt, köztük is az első, 2017-ben kiadott Histoire mondiale de la France (Franciaország világtörténelme, szerk. Patrick Boucheron) és annak angol nyelvű fordítása.

### Felépítése
A könyv (mindkét kötet) felépítését jellemzi, hogy nem tagolódik nagyobb szerkezeti egységekre. Nincsenek korszakismertetések, a fejezetek sorát és a történelmi folyamatot nem szakítják meg korszakhatárok. A 3-5 sűrűn szedett oldalból álló fejezetek (cikkek, minitanulmányok) kronológiai sorrendben követik egymást, élükön egy-egy évszámmal. Tematikailag nem kapcsolódnak szorosan egymáshoz, mindegyik önállóan is olvasható és érthető. A szorosan vett történelmi tárgyú cikkek más tudományágakból vett témákkal váltakoznak. A kötetek elején található a tartalomjegyzék, a végén van a szerzők névsora, valamint a név- és tárgymutató.
Ez a szócikk a továbbiakban a 2023-ban megjelent Magyarország globális története – A kezdetektől 1868-ig című kötetre fókuszál. A kötet 82 magyar szerzőtől összesen 103 rövid tanulmányt tartalmaz, melyek tudományos igényességgel, közérthető stílusban íródtak. A kötetet 2023. november 16-án mutatták be.

## A kötet ismertetése
A kötet az országtörténet tárgyalását földtörténeti témával, a Kárpátok kiemelkedésével kezdi, majd az ember kárpát-medencei megjelenésének tárgyalásával folytatja. Az első hat fejezet az időszámításunk előtti korokból, a következő hat fejezet az első évezred történéseiből merít. Az 1000. évet – Istvánt királlyá avatják – követő két évszázadból csak egyetlen tanulmány veszi tárgyát: 1147 – Freisingi Ottó átutazik Magyarországon. A későbbi évszázadokról már jóval több írás szól, a legtöbb természetesen a 19. századról (25 minitanulmány). 
A legtöbb fejezet az adott évben történt konkrét esemény ismertetésével indul, melyet a fejezet címe is megnevez. Ebből az eseményből bomlik ki egy térben és/vagy időben sokkal átfogóbb, sokkal jelentősebb eseménysor vagy kérdéskör, melyre a fejezet alcíme utal, amit a tartalomjegyzék nem tüntet fel. Például az 1533 – Besztercebányai rezet szállító hajó süllyed el Namíbia partjainál című fejezet egy szerencsétlen eseményből indul ki, de egy sokkal távlatosabb, nagy kérdéskört jár körül, alcíme szerint: A Magyar Királyság külkereskedelme és a kialakuló világgazdaság (216–220., szerzője Tózsa-Rigó Attila). Az 1484 – Budára költözik Theobald Feger könyvkereskedő című fejezet a magyarországi nyomdászat és könyvkereskedelem kezdeteit mutatja be, kitekintéssel Európára és Észak-Amerikára. A reformáció nagy témaköre például az 1531 – Bebörtönzik Dévai Mátyást, az ellenreformációé pedig az 1676 – De Ruyter admirális kiszabadítja a gályarab prédikátorokat fejezetcím mögött „rejtőzik”. (A reformációval a Vizsolyi Bibliáról szóló fejezet is foglalkozik).

### A transznacionális szemlélet néhány fejezetben
996 – Géza fejedelem bencés monostort alapít Szent Márton hegyén (alcíme: A kereszténység kezdetei Magyarországon; szerzője F. Romhányi Beatrix).	
„A kereszténység felvétele együtt járt az egyházi intézményrendszer kiépítésével. A magyar egyházszervezés sajátossága, hogy Szent István a koronázását követően engedélyt kért az esztergomi érsekség megalapítására, így a magyar egyház születésétől fogva független volt a birodalmi egyháztól.” – írja a cikk. 1038-ig hét, a század végéig összesen tizenkét egyházmegye létesült. A magyar mellett a tanulmány vázolja a cseh, a lengyel, az ausztriai és stájerországi, a svédországi, a dániai egyházszervezet, valamint a Kijevi Rusz egyházszervezetének 11–12. századi kiépülését, majd azokkal összehasonlítva állapítja meg, hogy a magyar egyház „az ezredforduló környékén krisztianizált területek leggyorsabban kiépülő, legnagyobb és legösszetettebb egyházszervezete volt.” Mindezt megelőzte „a megszülető magyar egyház első intézménye”, a pannonhalmi Szent Márton-apátság Géza fejedelem által történt alapítása. (70–71.).
Az 1222. évnél a kötet nem „csupán” az Aranybulla és az angliai Magna Charta (1215) hasonlóságait elemzi, hanem a jelenséget egy szélesebb kontextusba helyezi: „…a Magna Charta és az Aranybulla nem magányos állócsillag Európa két távoli szögletében.” A 13. század ugyanis egész Európában a szabadságlevelek kora volt, írja a szerző, Bácsatyai Dániel, és rámutat azok közös motívumaira (90–91.). Az Aranybulla témája visszatér az 1505 – Werbőczy István kihirdeti a nemesek szövetséglevelét című fejezetben is (alcíme: A patriotizmus formái a kora újkorban, szerzője Ács Pál). „A rákosi végzésnek nagyobb volt a füstje, mint a lángja. Történelmi tárgyú megállapításai enyhén szólva megalapozatlanok voltak.” (188.) Sokkal jelentősebb volt azonban az érzelmi és kulturális hatása, és a nemesség képviselői „második Aranybullát” láttak benne. A szerző szerint a szkíta/szittya ideológia kialakulása a lengyel szarmatizmussal rokonítható.
Több tanulmány esetében a cím vagy az indítás azonnal felkelti az olvasó figyelmét. 1526 – Habsburg Ferdinándot magyar királlyá választják. (Alcím: Magyarország a közép-európai régió Habsburg Monarchia részévé válik, szerzője Pálffy Géza). 
„1526. december 16-án a pozsonyi ferences kolostorban tartott országgyűlésen a magyar rendek egy igen befolyásos, többségében főúri csoportja királlyá választotta Habsburg Ferdinánd osztrák főherceget. Az esemény több szempontból különleges sorsforduló Magyarország, sőt az egész közép-európai régió, ám részben még Európa történetében is – rövid és hosszabb távon egyaránt.” Ennyi az első bekezdés, amelynek rövid közlésére azonnal felfigyelünk, habár ismert eseményt említ. 
(Hogyan? Hát nem a mohácsi csatavesztés volt a sorsforduló?)
Miután a tanulmány röviden vázolja a legfontosabb eseményeket, köztük természetesen – de csupán félmondatos utalással – a törökök „késő nyári (mohácsi) hadjáratá”-t, valamint I. János megkoronázását és Ferdinánd cseh királlyá koronázását, megállapítja, hogy 1526 tekinthető a Habsburg Monarchia születési évének, „egyúttal Közép-Európa újkori történelme kezdőpontjának.” Utána tömören jellemzi a létrejött monarchia sokszínűségét, sorolja az „új államszövetség” országcsoportjait, majd azokkal összevetve vázolja a magyar-Habsburg kapcsolatrendszer további alakulását és az azt jellemző „kiegyezések”-et (öt-hét „kiegyezést”) 1867-ig. Mindezt csupán öt oldalon teszi (197–202.), közbeiktatva egy teljes oldalnyi táblázatot.
Meglepően indul a következő fejezet is (1529): „Nem egészen három évvel a középkori Magyar Királyság bukását jelentő, ikonikus ütközet után a mohácsi csatamezőn … I. Szulejmán szultánt sátrában meglátogatta Szapolyai János.” Ez az ismert jelenet vezeti be az Erdélyi Fejedelemség 1690-ig tartó oszmán függését bemutató fejezetet, amely szintén kitekintést ad más, – ezúttal oszmán vazallus – államokra, és ebbe a kontextusba ágyazva elemzi a szultán és az erdélyi fejedelmek bonyolult kapcsolatának alakulását. (1529 – Szapolyai János kezet csókol Szulejmán szultánnak. Alcím: Erdély mint az Oszmán Birodalom adófizető állama, szerzője: Kármán Gábor).
1451 – Buda oszmán kézre kerül (szerzője Ágoston Gábor): a tanulmány nem pusztán Buda elfoglalását ismerteti, hanem előzményként összefoglalja az Oszmán Birodalom 15. századi történetét, majd – ahogy a Magyarország az oszmán világ részeként alcím is jelzi – a „török világ” kialakulását magyar területen (Hódoltság) és azt, ahogy a hódítók a saját képükre formálták a városokat. A Buda visszafoglalását (1686) összegző tanulmányban (szerzője Ágoston Gábor) az előzőnél jóval több az esemény-, vagy inkább a hadtörténet. Az 1848 – Forradalom és szabadságharc Magyarországon fejezet (szerzője Tóth Heléna) szinte egyáltalán nem említ hadieseményeket, hanem mintegy végigpásztáz az európai országok reform- és forradalmi mozgalmain, de közben a restaurációs folyamatokon is. Hangsúlyozza, hogy „A forradalmak és a restauráció egyaránt egy európai kommunikációs térben (Dieter Langewiesche) bontakoztak ki.” Az 1830 – Széchenyi István publikálja a „Hitel”-t, amely alcíme szerint a liberalizmus kialakulásával és áttörésével foglalkozik (szerzője Hőnich Henrik), az előzőektől eltérően talán inkább eszme- vagy politikatörténet, ezért kissé nehezebben is olvasható.

### Egyéb témacsoportok
Több minitanulmány foglalkozik a betelepítések és az emigráció témakörével:
- 1224 – Kiváltságlevélben részesülnek a szászok (Alcím: Az erdélyi szászok és más betelepülők a középkori Magyarországon)
- 1239 – IV. Béla a kunokat „az ország közepébe” telepíti (Alcím: Egy pogány nép integrációja a Magyar Királyságban)
- 1723 – III. Károly szentesíti a bevándorlási törvénycikkeket (Alcím: A Magyar Királyság a német birodalmi telepesekért folytatott európai versengésben)
- 1735 – A zsidóösszeírás szerint 12 219 zsidó él Magyarországon (Alcím: A zsidó bevándorlás Magyarországra a törökök kiűzése és a kiegyezés között)
- 1850 – Magyar menekültek megalapítják New Buda települést Iowában (Alcím: Menekült forradalmárok útja az Oszmán Birodalomtól az Egyesült Államokig)

A könyv témái között nagy súllyal szerepel a kultúra- és a művészettörténet (stílusok). Feltűnően sok tanulmány helyezi előtérbe a könyvmegjelenéseket és részben a fordításokat, ami nem meglepő, hiszen ezek a kultúraközvetítés fontos eszközei. Az alcímek ezeknél is a kapcsolódó átfogóbb témaköröket jelölik:
- 1590 – Megjelenik a Vizsolyi Biblia (Alcím: A reformáció és a Biblia)
- 1607 – Kiadják németül Kakas István perzsiai útjának leírását (Alcím: Az Európán túli világ magyar felfedezésének és megörökítésének kezdetei)
- 1620 – Megjelenik Szepsi Csombor Márton Europica varietas című könyve (Alcím: Európa magyar nyelvű leírásának kezdetei)
- 1708 – Megjelenik Pápai Páriz Ferenc latin–magyar szótára (Alcím: A latinitás kultúrája Magyarországon)

„A latin nyelv Szent István államalapításától 1844-ig a Magyar Királyság hivatalos nyelve volt” – olvassuk az első mondatban. „A latin eközben összekötő nyelvként működött a Magyar Királyság soknyelvű, soknemzetiségű belső közegében is.” (329.)
- 1802 – Budai Ézsaiás kiadja a Régi tudós világ históriája című művét (Alcím: Az antikvitással kapcsolatos tudás Magyarországon)
- 1830 – Széchenyi István publikálja a Hitelt (Alcím: A liberalizmus kialakulása és áttörése)
- 1833 – Megjelenik Montesquieu A törvények szelleméről című művének magyar fordítása (Alcím: Az európai felvilágosodás magyarországi befogadása)
- 1834 – Bölöni Farkas Sándor Utazás Észak-Amerikában címmel közöl útleírást (Alcím: Az amerikai demokrácia magyarországi recepciója)
- 1853 – Megjelenik Harriet Beecher Stowe Tamás bátya kunyhója című regénye magyarul (Alcím: A rabszolgaság kérdése a magyar nyilvánosságban)
- 1862 – Megjelenik Madách Imre drámai költeménye, Az ember tragédiája (Alcím: Az emberiség történetei és Madách fő művének helye a világirodalomban)

További érdekes témák, amelyek mögött a fejezetcímben jelzettnél mindig jóval több van:
- 1569 – Széchy Margit törökborsot ültet (Alcím: A paprika elterjedése Magyarországon)
- 1607 – Porceláncsészéből kávéznak a törökök a Budavári Palotában (Alcím: A kínai porcelán és a közép-ázsiai fajansz megjelenése a Hódoltságban)
- 1704 – Gúnyvers jelenik meg a „német serről” (Alcím: A csokoládé elterjedése Magyarországon)
- 1762 – A „földi alma” először szerepel magyar nyelvű könyvben (Alcím: A burgonya magyarországi és globális elterjedése)
- 1789 [a francia forradalom éve!] – Megjelenik a fehér akác a pest-budai utcákon (Alcím: Az akácfa mint a gyarmatosítás tükre és mint magyarországi dilemma)

## Fogadtatása

### A 2022-ben megjelent kötetről
„A Magyarország globális története egy bátor kísérlet honi megvalósítása arra, hogy a történelmet ne csak az eseménytörténet szemszögéből és ne csak a nemzeti nézőpontból kifelé tekintsük, hanem mutassuk meg, hogy a magyar történelem megértésének akadnak más látószögei is.”

### A 2023-ban megjelent kötetről
- „A szerzők szándékai szerint Magyarország szerepét a transznacionális folyamatokban és globális történelemben helyi értékén próbálják kezelni, ám a mű terjedelméből adódóan a teljesség igénye nélkül. (…) A fentiekben tárgyalt szerkesztési elvek miatt az olvasó elsőnek egy kicsit töredezettnek érezheti a művet, de elolvasása után mégis ki fog rajzolódni egyfajta összkép a magyarság történetének globális értelmezésével kapcsolatban.”[3]
- „…az utóbbi évtizedek hazai történetírásának egyik legfontosabb kezdeményezése ez a kiváló – mindösszesen 1050 oldalas – opus. (…) Összességében feltétlenül óriási gratuláció és kalapemelés jár a szerzőknek, a szerkesztőknek és a kiadónak. Újszerű, magas színvonalú, egyszerre globális és nemzeti történetük szakított a hagyományokba zárkózó, „egyedül vagyunk”-típusú elbeszélésekkel – „visszaemelte” Magyarországot a világba.”[4]

Jól mutatják a könyv újszerűségét és színvonalát Erdélyi Gabriellának, a Történettudományi Intézet tudományos főmunkatársának a kötet bemutatóján elhangzott szavai (a hozzászólása végén): „Nagyon jó volt olvasni ezt a kötetet, és én örülnék, ha a gyerekeink ebből tanulnának történelmet a gimnáziumban ahelyett, amiből most tanulnak.”